# Igor Ž. Žagar
Igor Ž. Žagar (Igor Žagar Žnidaršič), slovenski filozof, sociolog, jezikoslovec, urednik in univerzitetni profesor, * 1960.

## Življenje in delo
Študiral je filozofijo, sociologijo in lingvistiko na univerzah v Ljubljani, Parizu in Antwerpnu. Doktoriral je iz sociologije kulture na Univerzi v Ljubljani. Je edini habilitirani redni profesor retorike in argumentacije v Republiki Sloveniji (Univerza na Primorskem, 2004), znanstveni svetnik na Pedagoškem inštitutu v Ljubljani in trenutno tudi njegov direktor. Predaval je na univerzah v Belgiji, Združenih državah Amerike, Italiji, na Kitajskem, Tajvanu, Nizozemskem, v Združenem kraljestvu, Španiji, Rusiji, Grčiji, Romuniji in na Poljskem.
Žagar se ukvarja predvsem z izobraževanjem, pragmatiko (teorija govornih dejanj, (kritična) analiza diskurza), filozofijo jezika, argumentacijo in retoriko. Je (so)avtor in (so)urednik petnajstih knjig in preko sto člankov.
Je glavni urednik Digitalne knjižnice Pedagoškega inštituta.
V slovenski strokovni javnosti je Žagar znan predvsem po slovenski "prototeoriji performativnosti". V več člankih in knjigah argumentira, da je slovenski jezikoslovec, p. Stanislav Škrabec, ob preučevanju slovenskih dovršnih in nedovršnih glagolov, formuliral pogoje in kriterije performativnosti skoraj pol stoletja pred njenim uradnim tvorcem, angleškim filozofom Johnom L. Austinom.
Žagar je zaslužen tudi za uvedbo retorike kot obveznega izbirnega predmeta v slovensko devetletko. Ta izbira je osnovnošolcem na voljo od l. 2000 in je (zaenkrat) ne pozna noben drugi izobraževalni sistem.
Mednarodna strokovna javnost Žagarja pozna zlasti po preučevanju (retoričnih) toposov, predvsem po kritični študiji o rabi in zlorabi toposov v kritični analizi diskurza oz. diskurzivno-historičnem pristopu Ruth Wodak.
Žagar se je angažiral tudi pri mednarodni popularizaciji "teorije argumentacije v jeziku" oz. argumentativne semantike francoskega jezikoslovca Oswalda Ducrota, ki zagovarja stališče, da je argumentativna usmerjenost že "vpisana" v nekatere sestavne dele jezika kot sistema.

## Pomembnejše objave

#### Performativnost
- ŽAGAR, Igor Ž. Performativity as tense and aspect. International review of pragmatics 3, no. 2, str. 168-193. (COBISS)
- ŽAGAR, Igor Ž. Aspect et performativité en slovène: plaidoyer pour une hypothèse delocutive. Acta linguistica Hungarica: an international journal of linguistics 38, 1-4, str. 275-287. (COBISS)
- ŽAGAR, Igor Ž., GRGIČ, Matejka. How to do things with tense and aspect: performativity before Austin. Newcastle upon Tyne: Cambridge Scholars Publishing, 2011. (COBISS)
- GRGIČ, Matejka, ŽAGAR, Igor Ž.. Čas in dejanje v jeziku: oblikovanje performativne teorije na Slovenskem (Oranžna zbirka). Ljubljana: Založba /*cf., 2004. (COBISS)

#### Govorna dejanja
- ŽAGAR, Igor Ž.. Od performativa do govornih dejanj (Digitalna knjižnica, Dissertationes, 1). Ljubljana: Pedagoški inštitut, 2009, 2018. (COBISS)

#### Raba toposov
- ŽAGAR, Igor Ž. Topoi in critical discourse analysis. Lodz Papers in Pragmatics 6, št. 1, str. 3-27. (COBISS)

#### Retorika in argumentacija
- ŽAGAR, Igor Ž.. Retorika: učni načrt za izbirni predmet. Ljubljana: Ministrstvo za šolstvo in šport, Nacionalni kurikularni svet: Predmetna kurikularna komisija za retoriko, 1999. (COBISS)
- ŽAGAR, Igor Ž., ŽMAVC, Janja, DOMAJNKO, Barbara. "Učitelj kot retorik": retorično-argumentativni vidiki pedagoškega diskurza. Pregledana in razširjena izd. Ljubljana: Pedagoški inštitut, 2018. Digitalna knjižnica, Dissertationes, 35. (COBISS)
- ŽAGAR, Igor Ž., Argument moči ali moč argumenta? Argumentiranje v Državnem zboru Republike Slovenije. Ljubljana: Pedagoški inštitut, 2011. Zbirka Digitalna knjižnica, Dissertationes, 15. (COBISS)
- ŽAGAR, Igor Ž., SCHLAMBERGER BREZAR, Mojca. Argumentacija v jeziku. Ljubljana: Pedagoški inštitut, 2009. 230 str. Digitalna knjižnica, Dissertationes, 4. (COBISS)

#### "Spolno občutljiva raba jezika"
- ŽAGAR, Igor Ž., MILHARČIČ-HLADNIK, Mirjam. Temeljna izhodišča prizadevanj za odpravo seksistične rabe jezika. V: KOZMIK VODUŠEK, Vera (ur.), JERAM, Jasna (ur.). Neseksistična raba jezika, (Slovenija pred Pekingom, 1). Ljubljana: Vlada Republike Slovenije, Urad za žensko politiko. 1995, str. 7-18. (COBISS)